# 馬克利村 (加利福尼亞州)
馬克利村（英語：Marklee Village）是位於美國加利福尼亞州阿爾派恩縣的一個非建制地區。該地的面積和人口皆未知。

## 地理
馬克利村的座標為38°41′23″N 119°47′54″W / 38.68972°N 119.79833°W，而該地的平均海拔高度為1723米（即56538英尺）。